# Orbe
Orbe er en by i det vestlige Schweiz, med 6.936(2018) indbyggere. Byen ligger i Kanton Vaud, ved foden af Jurabjergene.